# Landing Ship Infantry

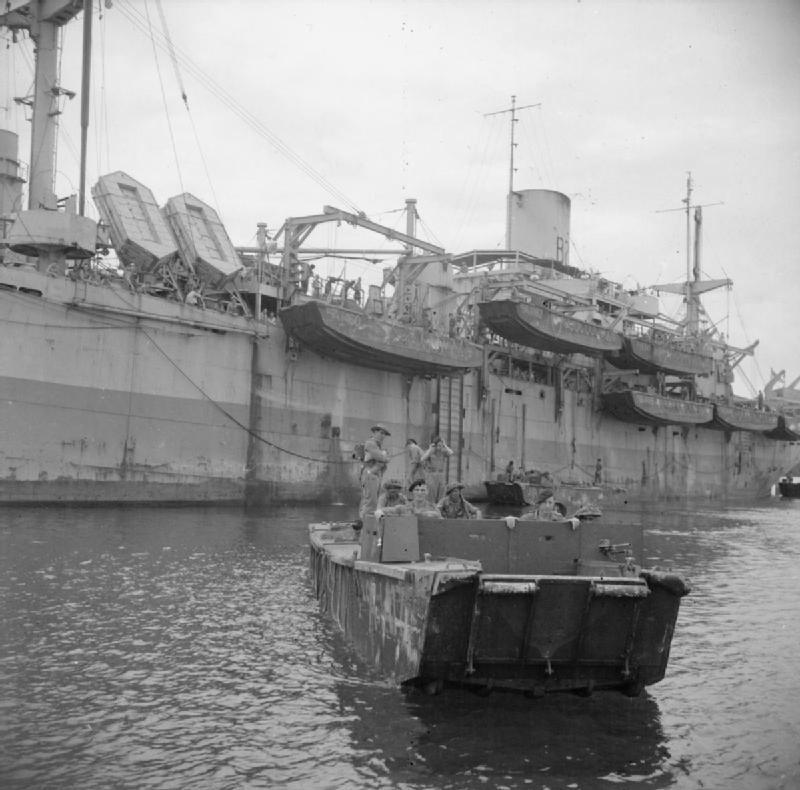
Degli LCA lasciano la, una Landing Ship, Infantry, verso l'isola di Nancowry durante l'occupazione britannica delle isole Nicobare, nell'ottobre 1945.

Le Landing Ship Infantry furono navi mercantili convertite per il trasporto delle truppe durante la seconda guerra mondiale, da parte dell'Ammiragliato britannico. Parte di queste navi vennero riadattate in Gran Bretagna, e vennero complementate da una flottiglia di Landing Craft Assault operata da personale della Royal Navy o dei Royal Marines. Le navi potevano avere equipaggio militare, e quindi di una delle marine del Commonwealth con la relativa White Ensign o equipaggio civile e quindi i militari gestivano solo i mezzi da sbarco e l'armamento antiaereo, e portavano la Red Ensign, come adesso le unità della Royal Fleet Auxiliary.
Un lotto di tredici navi venne riadattato negli Stati Uniti a partire da uno scafo commerciale, lo C1-S-AY1 della Consolidated Steel Corporation, e le navi presero un nome composto da due parole, la prima della quale era "Empire"; si ebbero quindi la Empire Javelin, affondata dal siluro di un U-Boot il 28 dicembre 1944, la SS Empire Spearhead o la Empire Battleaxe. Ognuna di queste portava due flottiglie da 12 LCA appese a gru Welin-McLachlin adatte ad un uso intensivo.
L'equivalente per la flotta statunitense erano gli attack transport, trasporti d'attacco come ad esempio la USS McCawley (APA-4), contraddistinti dalle sigle AKA o APA.

## Designazioni delle navi
| LSI(S) | Landing Ship, Infantry (Small)         |
| LSI(M) | Landing Ship, Infantry (Medium)        |
| LSI(L) | Landing Ship, Infantry (Large)         |
| LSI(H) | Landing Ship, Infantry (Hand-hoisting) |

## Navi
- Ben-my-Chree – Isle of Man Steam Packet Company traghetto passeggeri. Ha partecipato a Pointe du Hoc allo sbarco in Normandia con il 2nd US Rangers, 6 giugno 1944
- Duke of York
- El Hind – LSI(L), distrutto dal fuoco, Aprile 1944[4]
- Empire Arquebus
- Empire Battleaxe
- Empire Broadsword – LSI(L)
- Empire Cutlass era una nave da 7,177 GRT Type C1-S-AY1 costruita dalla Consolidated Steel Corporation, Wilmington, California. Impostata come Cape Compass e completata nel novembre 1943 come Empire Cutlass per il Ministry of War Transport. danneggiata da una mina il 21 novembre 1944 al largo del faro di Digne, Le Havre, rimorchiata in porto e riparata. Alla Royal Navy nel gennaio 1945 come HMS Sansovino. Restituita a giugno al MoWT e ridesignata Empire Cutlass. Allo USMC nel 1947, proposta la vendita alla Cina nel 1948, posposta a causa della rivoluzione comunista cinese. Messa in riserva nel James River, Virginia. Venduta nel 1960 alla China Merchants Steam Navigation Co Ltd, Taiwan e rinominata Hai Ou. Rottamata nel 1970 a Kaohsiung.
- Empire Javelin – LSI(L)
- Empire Spearhead
- Glengyle – LSI(L), 10,000 tons, 700 troops
- Glenearn LSI(L)
- Glenroy LSI(L)
- Invicta - LSI(S)
- Kanimbla
- Karanja – LSI(L), affondato al largo dell'Algeria, 1942
- SS Llangibby Castle
- SS Llanstephan Castle
- Manoora[5]
- Monowai – già transatlantico
- Nemesis – già traghetto belga SS Princesse Marie-José, e successivamente HMS Baldur[6]
- Prince Charles
- Prince David – LSI(M), 500 troops
- Prince Henry – LSI(M) former passenger liner
- Prince Leopold – LSI(S), già traghetto belga, silurato nel 1944 dal   U-621 (2)[7]
- Princess Astrid – LSI(S)
- Princess Beatrix – LSI(M)
- Princess Josephine Charlotte – LSI(S)
- Prins Albert
- Queen Emma – LSI(M)
- Rocksand – formerly Cape Argos then Empire Anvil
- Royal Scotsman – LSI(H), former passenger ferry operating in the Irish Sea
- Royal Ulsterman
- Sainfoin – precedentemente Empire Crossbow
- SS Sobieski con LCP(L)
- Westralia